# El Tigre (novela)
El Tigre (1934) es la primera de las tres novelas que conforman "La Trilogía del Trópico" del escritor guatemalteco Flavio Herrera. 

## Resumen
Luis, regresa de la Ciudad de Guatemala, a la finca cafetalera de su familia en la selva. Lleva como acompañantes dos de sus amigos de la ciudad. Luis está por graduarse de médico. Se hace una gran fiesta en el pueblo por la visita de Luis, y durante la fiesta encuentra a Margarita, a quien conoció de pequeña y ahora es una mujer atractiva y bella. Ella le cuenta que Fernando, hermano de Luis, la acosa y quiere violarla, luego le suplica que la lleve a la Ciudad de Guatemala cuando él regrese, porque quiere ir ver a algunos familiares y cambiar el rumbo de su vida, para convertirse en modista.  Luis acepta y la besa en la frente, la besa en la boca, pero se controla y la vuelve a besar en la frente.
En el pueblo transcurren los días, las fiestas, etc. Luis decide abrir una clínica temporal. Alicia, una mujer casada, va a visitar al doctor mientras está solo, y ante frases insinuadoras Luis cae y empieza a besarla completa, ella le dice que la espere a las 7 de la noche, en un camino por la selva. Luis ansioso, espera en el sitio acordado, pero la espera se hace eterna y sus deseos sexuales lo inundan, lo aniquilan y no puede resistir, cerca aparece una mujer y sin pensarlo, salta sobre ella como un felino y la viola, cuando Luis reacciona se avergüenza de sí mismo, no sabe qué pasó, si era Alicia la mujer que violó o no. Regresa a casa y manda un telegrama a la casa de Alicia, mas ella no responde. A la mañana siguiente Luis viaja hasta la casa de Alicia, ella lo recibe, empiezan a besarse y descubre que no fue ella la mujer de la noche anterior. 
Mientras tanto, Margarita sigue siendo acosada por Fernando, y llora pensando en Luis acostándose con Alicia. Luis recibe un telegrama de una mujer, esta mujer muy aislada y desconfiada: Pilar de Osegueda. Luis la visita y le pregunta qué es lo que tiene. Ella, con un nudo en la garganta, le cuenta que fue violada por alguien desconocido una noche por el camino de la selva y que está embarazada. Le dice que quiere matar al hombre que la violó y que necesita que le practique un aborto ya que no puede amar a eso que tiene en el vientre. Luis acepta. 
Su amigo, Ortiz, decide regresar a la ciudad y le hace una carta a Luis diciéndole que se va porque está aburrido ya que Luis solo pasa tiempo con Alicia. Además le aconseja dejar a Alicia, porque es casada y le sugiere sentar cabeza con Margarita. Le explica todas sus razones y se despide. Al terminar de leerla Luis va a la estación de trenes a buscarlo, se disculpa por dejarlo solo y le dice que el esposo de Alicia regresó. Ortiz rompe el boleto del tren y se queda.
Esa noche Luis tiene un sueño muy extraño en el que ve a la esposa del guardián de la finca desnuda y degollada. 
En la mañana, Luis sale con Fernando y otros hombres a cazar venados, al contemplar el comportamiento despreciable de Fernando, quien anda constantemente en caza de las mujeres, Luis recuerda las palabras de su amigo el poeta: “Tu hermano es ‘el salto atrás de la especie’. Es algo trágicamente elemental”. De repente, Luis percibe la transformación de Fernando en tigre. Luis sabe que tiene que matar a su hermano, pero no lo hace. Al contrario, unos momentos después, Fernando le pega un tiro a Luis. Luis muere asesinado por su hermano Fernando.

## Personajes
Los personajes principales son:
- Luis
- Fernando

Los personajes secundarios son:
- Tisiquín
- La Mocha
- Lic. Monteros
- El Chato Ortiz
- Juan Logos
- Lencho Domínguez
- Don Juan
- Margarita
- Don Bruno
- Elena
- Braulio
- Gato Enríquez
- Don Timo
- Adela
- Frau Glura
- Don Bonifacio Palencia
- Balamiya
- Feliciana
- Guayo
- Juan de León
- Josefinita
- Felipe
- Juan Noguera
- Mister Right
- Oscar
- Alicia
- Doña Pilar de Osegueda
- Capulín
- Fernanda

## Temática
Temática central
El choque entre la civilización y la barbarie
Ambiente
Son las fincas cafetaleras de la bocacosta del país.
Entorno histórico en su realidad
Flavio Herrera plasma su ambigüedad de personalidades porque a veces es Luis el ángel, el bueno, el hermoso y a veces se transforma en Fernando el malo, el feo, el diablo.
El idioma que utiliza para la comunicación
Hay en el habla de El Tigre pulcritud formal, sentido rítmico, sugestión incitante.
Vestuario
En épocas de fiesta las mujeres criollas utilizaban sus prendas de vestir almidonadas, el cabello lo adornaban con listón de seda y colores chichantes a veces usaban chal o rebocillo, las dueñas de las fincas usaban vestidos normales, algunas veces con escotes y las más modernas usaban desde overoles hasta pijamas súper chic.
Se hace mención de unas invitadas de la ciudad que usaban medias enrolladas y camisas sport las mujeres de raza indígena usaban refajos y güipiles en los que chillaban todos los colores a veces utilizaban chal también con colores chichantes, collares y aretes de falsa pedrería y cordoncillos bordados que utilizaban como adorno. 
Los Hombres indígenas vestían calzón de hilo o algodón camisa y una banda en la cintura y sombreros de palma, en las zarabandas los caporales usaban chaqueta y botas vaqueras.
Los criollos o hacendados vestían con camisa, calzón recogido en las botas vaqueras a veces espuelas y sombrero tejano.
Relación del contenido de la obra con el nombre de la misma
La relación que tiene el contenido de la obra con el nombre de la misma es porque el personaje de Fernando representa al Tigre, quien es el devorador, porque es muy macho y en cierta forma el autor se identifica con él pero también con Luis que es el lado opuesto, Fernando es quien juega un papel muy importante, siendo el tigre.
La mujer en la obra
Indígena: Cara ovalada, trigueña, la naricilla corta y fina, la boca de mora, el ojo de almendra, la greña en bandos, la trenza a la espalda. La teta saltona bajo el percal de la blusa y el nalgorio rotundo y temblón. Cuerpo kimcañ, carne trigueña, boca breve y jugosa. Los ojos inmensos una ampola son sus mejillas y sus dientes brillan como trocitos de coco.
Hacendada: Guapa, los brazos regordetes y el pecho rotundo, fresca vestida de blanco, olorosa a perfumes de modas, incitante con sex-appeal, opulenta, robusta plenitud de hembra brava capaz de controlar una rebelión de los peones, generosa en extremo pero solitaria, alta y rotunda de carnes, el rostro como espiga relamida de sol, la carne trigueña.
También describe a una mujer desgarbada, encorvada, rostro filudo con prominencias óseas, encarnizando hunidimentos y demacraciones desnudando mondos relieves del esqueleto, el rostro ceniciento y lívido, ojos de fiebre, de extranjero; ojos de manicomio.
El hombre en la obra
Los hombres aparecen como un elemento muy importante en la obra, tanto así que los protagonistas de la misma son Luis y Fernando.
Tenemos a Tisiquín que es un criollo que le sirve a Luis; Luis es un jinete moreno y esbelto, que viene acompañado de El Licenciado Monteros, él Chato Ortiz que es un poeta vanguardista y estudiante crónico: Juan Lagos que él era el dueño de la tierra del Pinolillo; Bruno es el mayordomo, vive con el tenedor de libros quien es un alemán y no se roza con los demás indios, Don Lencho Domínguez que curso la abogacía en algún lustro inmemorial; Fernando, él es descrito como un macho bestial, hermano de Luis, es un agresivo, rubio, trigueño; Don Timo, abuelo de Margarita, fue dueño de Las Cruces; Indio, está descrito como cadavérico, desnudo sin camisa; Don Bonifacio, él es el patrón de Balamiya, y él tiene el apodo de Tío Bacho; Don Juan de León es un criollo aventajado en la hacienda, de sesenta años; Juan Noguera, es laborista, criollo y diligente que tiene un Rancho, allí tiene cultivos, y ordeña ganado y doma potros; Oscar, el sobrino de Don Juan y tiene un hermano gemelo; Felipe enajenado, imbécil, sellándole una máscara mongólica. 
Indígena: Sin camisa, calzón de dril, alegre y puntillista, religiosos, senil, borrachos, con sombrero